# Alstroemeria Records
Alstroemeria Records(알스트로메리아 레코드)는 Masayoshi Minoshima가 리더를 맡고 있는 동인 음악 서클이다.